# Feodale motte van Liers

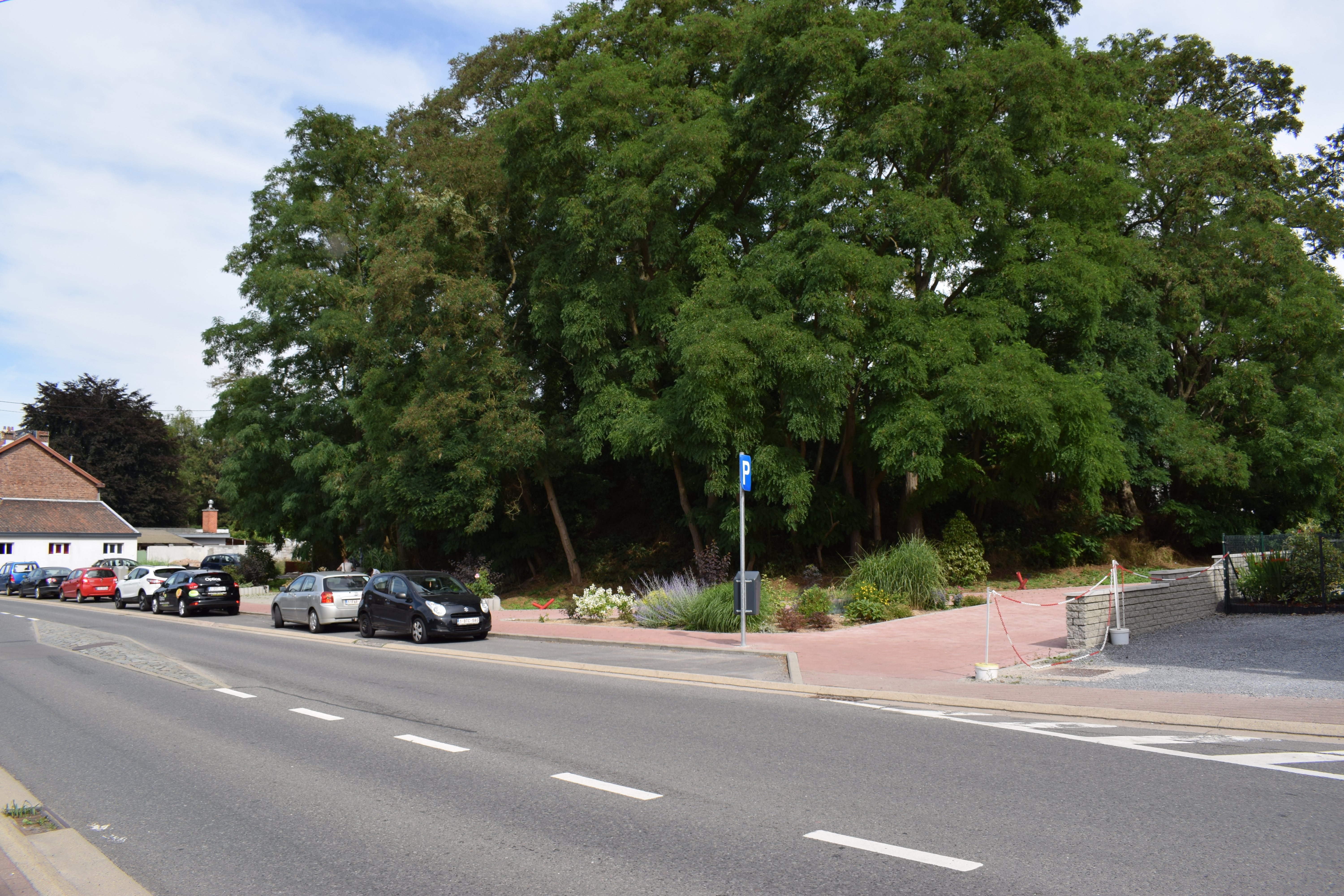
Motte in Liers

De feodale motte van Liers (Frans: la motte féodale), ten onrechte soms als tumulus gezien, is de kunstmatige heuvel (motte) waarop het mottekasteel van Liers heeft gestaan. Dat de heuvel als tumulus werd beschouwd, komt door zijn ligging nabij de Chaussée Brunehaut.
Het betreft een indrukwekkende heuvel met afgeplatte top, die vroeger door een gracht werd omringd. De heuvel heeft een volume van ongeveer 6.000 m³ en een oppervlakte van 2.520 m².
Op de motte stond een kasteel van 28 meter lengte en 18 meter breedte. Dit werd verwoest op 10 oktober 1746, door de troepen van Lodewijk XV, tijdens de Slag bij Rocourt. De ruïnes werden deels als groeve gebruikt. Later werd er afval gestort. Uiteindelijk kwam de site toe aan de gemeente Herstal. Op 29 mei 1952 werd de motte geklasseerd als monument.
In de volksmond wordt beweerd dat er vanuit de motte tal van onderaardse gangen zouden lopen naar naburige kerken, kastelen en boerderijen.